# Barmy Army
Barmy Army (англ. Barmy Army, слово «barmy» является сленговым и обозначает «mad» или «crazy» (в переводе «безумный» или «сумасшедший»)) — обозначение фанатского движения в Великобритании (изначально в крикетном спорте).

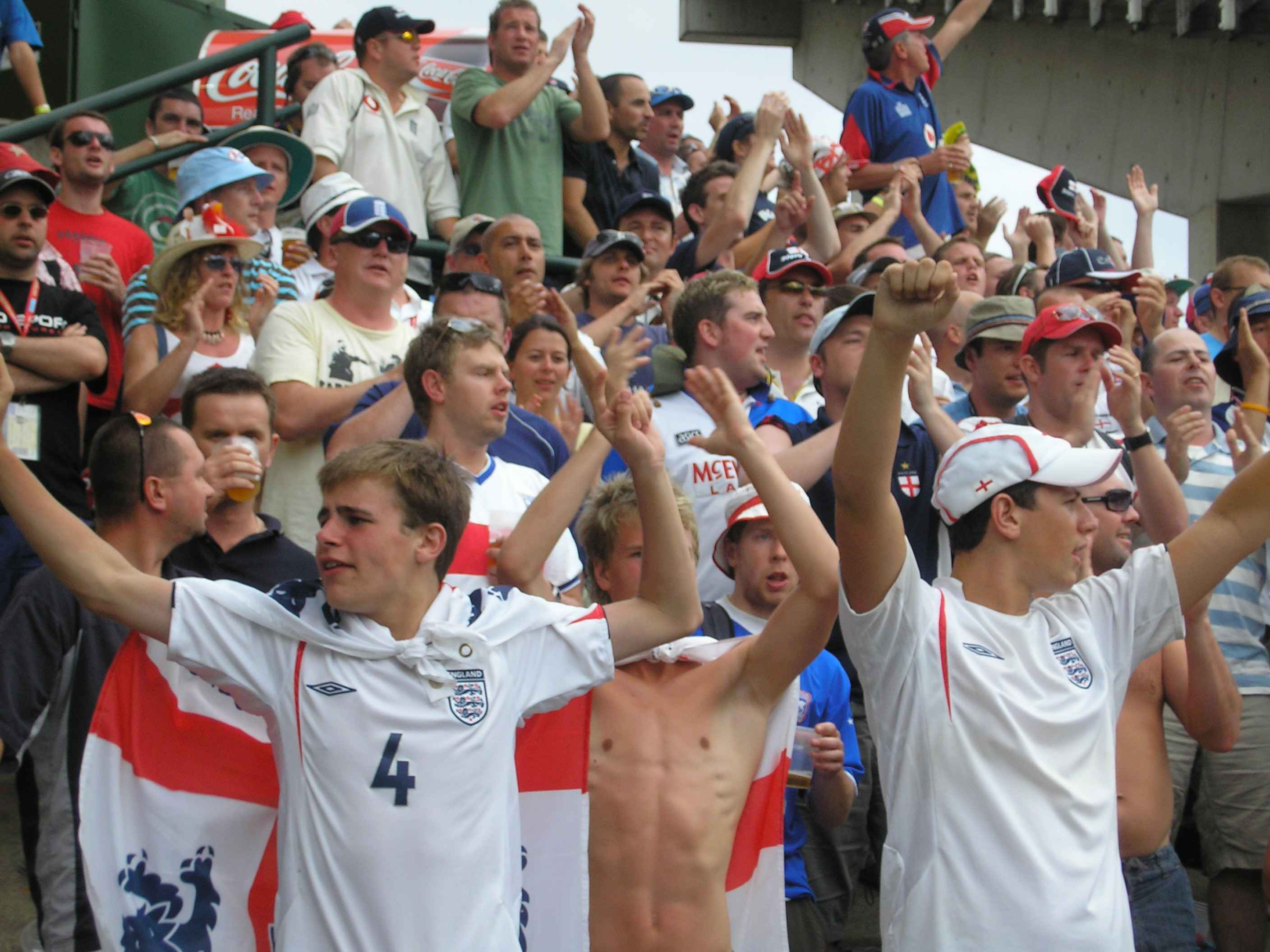
Скандирующая Barmy Army на Сиднейском стадионе по крикету

Изначально Barmy Army были простым неформальным объединением. Впоследствии было оформлено в юридическое лицо, официально зарегистрированное в Англии и Уэльсе. Компания предоставляет билеты, а также занимается организацией туристических групп, для сопровождения игр Сборной Англии по крикету на территории Великобритании, а также за рубежом. Это название также закрепилось за людьми, участвующих в различных мероприятиях перед матчем, хотя они и не обязательно следуют за командой в ходе матчей.
В ходе тестовых матчей по крикету (1994—1995 года в Австралии, Barmy Army), менее организованная чем впоследствии, и получила свое название в Австралийских СМИ. Так их прозвали за безнадежное упорство болельщиков, отправившихся в Австралию, с полным пониманием того, что их команда, скорее всего, проиграет. А также за тот факт, что болельщики упорно скандировали ободряющие слова в сторону сборной Англии, даже тогда, когда их сборная очень сильно отставала. Одним из сооснователей был Пол Бернэм.

## История
В первый день игр кубка Эшес (1994—1995 года на стадионе в Аделаиде), в течение обеденного перерыва, группа поддержки Английской Команды по крикету, направилась к магазинам продажи футболок на Хиндли Стрит. Там они заказали 50 футболок с надписью «Atherton’s Barmy Army» и Флагом Великобритании на спине. К концу игр было продано более двухсот таких футболок. На эти события чаще всего ссылаются, когда речь заходит о моменте зарождения Barmy Army.
Сейчас у Barmy Army есть четкие цели. По их словам их деятельность заключается в желании «сделать крикет более увлекательным зрелищем и гораздо более популярным». В своих мероприятиях они активно используют флаги, стяги, песни и различные речевки, для воодушевления команды и фанатов. По сравнению с другими спортивными болельщиками, которые имеют репутацию хулиганов, Barmy Army активно препятствуют и не одобряют подобного поведения.
Группа активно занимается благотворительностью и благодаря этому, заработали хорошую репутацию среди организаторов игр по крикету. Но, невзирая на этот факт, многие фанаты крикета находят их непрекращающееся скандирования кричалок сильно раздражающим и мешающим. В частности во время дневных тестовых матчей, по мнению некоторых, их скандирование, вкупе с потреблением значительного количества алкоголя, становится просто напросто сильным фоновым шумом. Одним из таких людей, был Кристофер Мартин-Дженкинс, обвинивший их в «обессмысливании английского крикета».
В 90-х годах, британский фунт сильно окреп, что позволило населению больше тратить. Благодаря этому, фанаты получили возможность следовать за национальной сборной Англии по крикету, распевая там свою песню. Эта песня (в частности из-за того, что она показывала активность английских фанатов стоящих в жару, весь день пьющих лагер, пока они не обгорят и не заболеют) стала нарицательной. Игрок в крикет Дэвид Ллойд и спортивный комментатор Ян Ботэм использовали подобное описание болельщиков, комментируя игры на канале Sky Sports во время Английских туров с 1993 по 1995 года.
В конце 1990-х годов исполнители Ричард Стилго и Питер Скеллерн поняли необходимость гимна для верных сторонников регулярно проигрывающей команды, и написали волнующую песню под названием «The Barmy Army», которую они включили в свой гастрольный репертуар. Результатом стала волнующая песня «The Barmy Army», которую они начали исполнять во время гастролей. Её можно найти в альбоме 1999 года «A Quiet Night Out», который в юмористической форме возносит мастерство английской команды в «выхватывании поражения из лап победы».

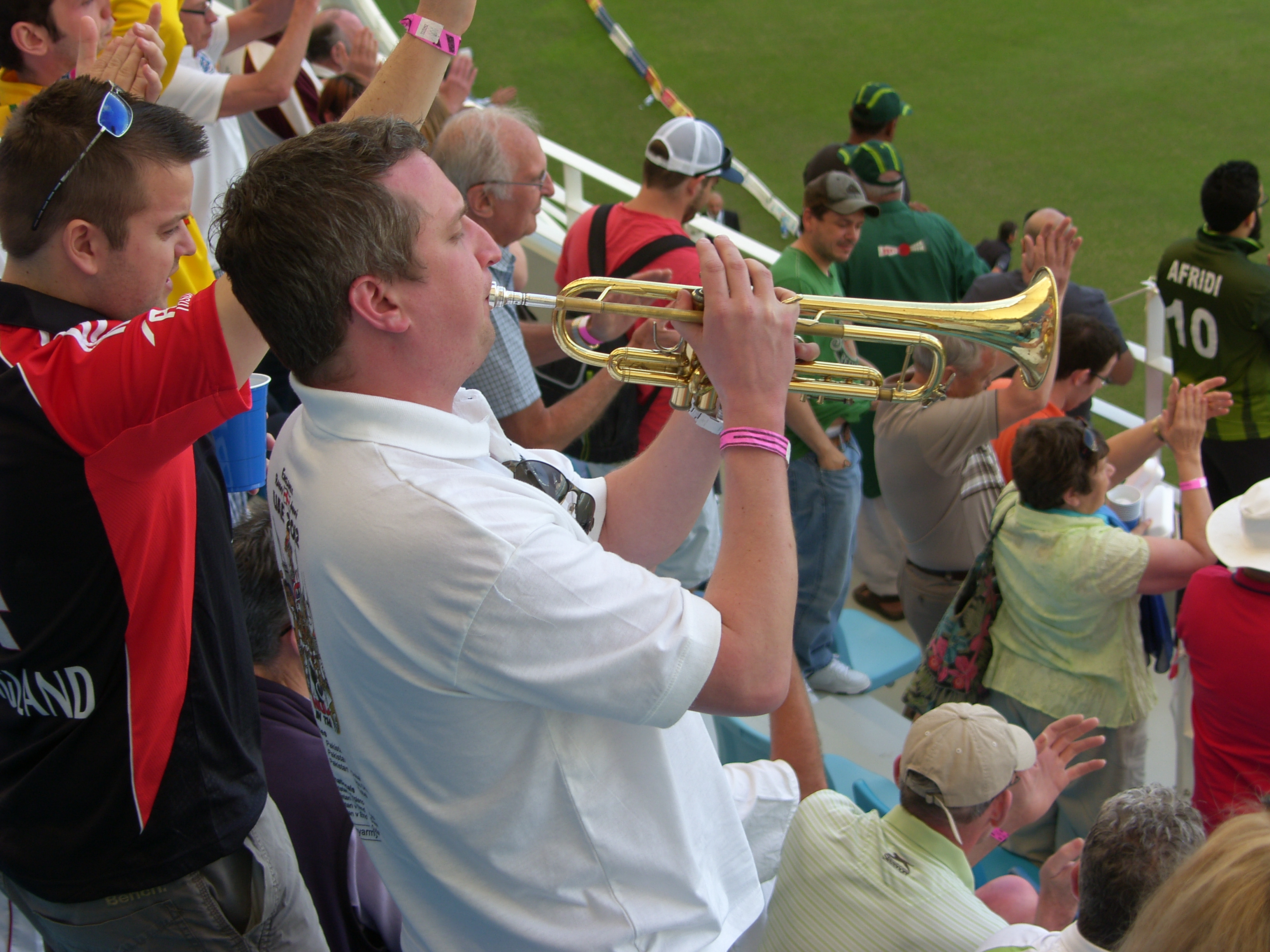
Трубач Билли Купер приветствует Англию на пробных играх против Пакистана Дубая, январь 2012

Ныне множество стадионов имеют отдельные зоны для Barmy Army, за исключением Lord’s Cricket Ground

## Другие виды спорта
Болельщики других национальных сборных Англии также являются частью организации Barmy Army. Например, в регби подобное объединение появилось в 2014. Они тоже считаются частью «Армии» и поддерживают команду Британские и ирландские львы. Но также существует и отдельная дочерняя организация для Rugby League. Название Barmy Army, в том числе использовалось для описания Девонширской футбольной команды Плимут Аргайл с приставкой ‘Green and White’ (Зеленый и Белый), но они не имеют отношения к вышеупомянутым группам.